# Галина (Канзас)
Галина (енгл. Galena) град је у америчкој савезној држави Канзас.

## Демографија
По попису из 2010. године број становника је 3.085, што је 202 (-6,1%) становника мање него 2000. године.
| Група             | 2000.         | 2010.         |
| Белци             | 2.915 (88,7%) | 2.756 (89,3%) |
| Афроамериканци    | 25 (0,8%)     | 11 (0,4%)     |
| Азијати           | 2 (0,1%)      | 9 (0,3%)      |
| Хиспаноамериканци | 59 (1,8%)     | 110 (3,6%)    |
| Укупно            | 3.287         | 3.085         |